# Benjamin Mendy
Benjamin Mendy (Longjumeau, 1994. július 17. –) világbajnok francia válogatott labdarúgó, aki jelenleg az FC Lorient-ben játszik hátvéd poszton.

## Pályafutása

### Le Havre
Első profi szerződését 2011-ben írta alá a Le Havre csapatához. Augusztus 9-én, egy Amiens SC elleni Ligakupa mérkőzésen mutatkozott be a felnőttek között, csapata 2-1-re megnyerte a találkozót.

### Marseille
2013. június 8-án írt alá az Olympique Marseille-hez.

### Monaco
2016. június 22-én ötéves szerződést írt alá az AS Monacóval.

### Válogatott
Miután az összes francia utánpótlás válogatottban pályára lépett, és részt vett a 2011-es U17-es Európa-bajnokságon, 2017 márciusában meghívást kapott a francia felnőtt válogatottba is a Spanyolország és Luxemburg elleni mérkőzésekre.

## Sikerei, díjai

### Klub
- AS Monaco
  - Ligue 1 (1): 2016–17
- Manchester City
  - Angol bajnok (2): 2017–18, 2018–19
  - Angol kupa (1): 2018–19
  - Angol ligakupa (1): 2019
  - Angol szuperkupa (1): 2018

### Egyéni
- Az UNFP Ligue 1 év csapatának tagja: 2016–17[8]